# Parasemia rondoui
Parasemia rondoui är en fjärilsart som beskrevs av Charles Oberthür 1911. Parasemia rondoui ingår i släktet Parasemia och familjen björnspinnare. Inga underarter finns listade i Catalogue of Life.